# Young, Fly & Flashy, Vol. 1
Young, Fly & Flashy, Vol. 1 è un album di raccolta del rapper e produttore discografico statunitense Jermaine Dupri, pubblicato nel 2005.

## Tracce
1. I'm Hot (featuring Young Capone, Daz Dillinger & T-Roc) — 3:54
2. Gotta Getcha (featuring Johntá Austin) — 2:50
3. Kodak Moment (Remix) (featuring Kavious, Bun B & Pastor Troy) — 4:19
4. I Think They Like Me (So So Def Remix) (featuring Dem Franchize Boyz, Da Brat & Bow Wow) — 4:43
5. So What (featuring Cato) — 3:53
6. Throw'd Off (featuring T. Waters) — 3:49
7. Just to Fight (featuring Pastor Troy) — 3:41
8. Grown Man  (featuring Miss B. & Torica) — 3:47
9. 10 Toes (featuring The Kid Slim, Daz Dillinger, J-Kwon & Stat Quo) — 3:38
10. Put Cha Hands Up (featuring KP & Envyi) — 3:05
11. Young, Fly & Flashy (featuring Young Capone, Midnight, Champagne Shawty & C-Dirt) (Bonus Track) — 6:58